# Municipalità locale di Mkhondo
Mkhondo è una municipalità locale (in inglese Mkhondo Local Municipality) appartenente alla municipalità distrettuale di Gert Sibande della provincia di Mpumalanga in Sudafrica. 
In base al censimento del 2001 la sua popolazione è di 142 893 abitanti.
Il suo territorio si estende su una superficie di 4.882 km² ed è suddiviso in 15 circoscrizioni elettorali (wards). Il suo codice di distretto è MP303.

## Geografia fisica

### Confini
La municipalità locale di Mkhondo confina a nord con quella di Albert Luthuli, a nord e a ovest Msukaligwa, a sudest con quella di uPhongolo (Zululand/KwaZulu-Natal), a sud con quella di eDumbe (Zululand/KwaZulu-Natal), a ovest con quella di Pixley ka Seme e a est con lo Swaziland.

### Città e comuni
- Anysspruit
- Amsterdam
- Berbice
- Commondale
- Dirkiesdorp
- Driefontein
- Ethandakukhanya
- Iswepe
- KwaNgema
- KwaThandeka
- Mkhondo
- Ngema
- Panbult
- Piet Retief
- Shabalala
- Wittenberg

### Fiumi
- Assegaai
- Boesmanspruit
- Hlelo
- Mhkondvo
- Mlambo
- Mozana
- Ndlozane
- Ntombe
- Nyamane
- Pongola
- Sandspruit
- Swartwater
- Thole
- Usutu
- Wit

### Dighe
- Heyshope Dam
- Morgenstanddam
- Westoe Dam